# Ümit Korkmaz
Ümit Korkmaz (ur. 17 września 1985 w Wiedniu) – austriacki piłkarz tureckiego pochodzenia grający na pozycji bocznego pomocnika.

## Kariera klubowa
Korkmaz urodził się w Wiedniu w rodzinie tureckich emigrantów. Pierwsze piłkarskie kroki stawiał w młodzieżowej drużynie zespołu SC Wacker Wiedeń. Z kolei w 1996 roku podjął treningi w innym stołecznym zespole, SK Slovan-HAC Wiedeń. Z czasem występował w pierwszej drużynie w rozgrywkach Oberligi, a latem 2005 roku trener amatorskich rezerw Rapidu Wiedeń Andreas Reisinger postanowił ściągnąć zawodnika do tego klubu. Tuż po debiucie doznał kontuzji dłoni, ale z czasem stał się jednym z czołowych zawodników zespołu. Zdobył 12 bramek, zaliczył 24 asysty, a zespół został mistrzem ligi i awansował do Regionalligi Ost.
Latem 2006 Ümit trafił do składu pierwszego zespołu Rapidu. W drużynie prowadzonej przez Georga Zellhofera zadebiutował 19 lipca w przegranym 0:1 wyjazdowym spotkaniu z SV Mattersburg. W barwach Rapidu często występował w pierwszym składzie, a w kwietniowym meczu z FC Wacker Tirol (3:2) zdobył pierwszego gola w ekstraklasie Austrii. Z Rapidem zajął 4. miejsce w lidze, a na koniec sezonu 2006/2007 został wyróżniony nagrodą dla Debiutanta Roku. W sezonie 2007/2008 wystąpił z Rapidem w Pucharze Intertoto, a następnie w Pucharze UEFA. Na koniec sezonu Rapid o 5 punktów wyprzedził Red Bull Salzburg i został mistrzem Austrii. Korkmaz zaliczył 31 meczów w lidze, w których zdobył 2 bramki.
W letnim okienku transferowym 2008 Korkmaz odszedł za 2,3 miliona euro do niemieckiego Eintrachtu Frankfurt.

### Statystyki
Aktualne na 15 października 2018:
| Klub                | Sezon              | Liga               | Liga  | Liga   | Puchar kraju | Puchar kraju | Europa | Europa | Baraże | Baraże | Suma  | Suma   |
| Klub                | Sezon              | Liga               | Mecze | Bramki | Mecze        | Bramki       | Mecze  | Bramki | Mecze  | Bramki | Mecze | Bramki |
| ------------------- | ------------------ | ------------------ | ----- | ------ | ------------ | ------------ | ------ | ------ | ------ | ------ | ----- | ------ |
| Rapid Wiedeń        | 2006/2007          | tipico-Bundesliga  | 24    | 1      | 1            | 0            | –      | –      | –      | –      | 25    | 1      |
| Rapid Wiedeń        | 2007/2008          | tipico-Bundesliga  | 31    | 2      | 0            | 0            | 6      | 0      | –      | –      | 37    | 2      |
| Rapid Wiedeń        | Ogólnie            | Ogólnie            | 55    | 3      | 1            | 0            | 6      | 0      | 0      | 0      | 62    | 3      |
| Eintracht Frankfurt | 2008/2009          | Bundesliga         | 17    | 1      | 0            | 0            | –      | –      | –      | –      | 2     | 0      |
| Eintracht Frankfurt | 2009/2010          | Bundesliga         | 18    | 2      | 1            | 0            | –      | –      | –      | –      | 19    | 2      |
| Eintracht Frankfurt | 2010/2011 j        | Bundesliga         | 2     | 0      | 0            | 0            | –      | –      | –      | –      | 2     | 0      |
| Eintracht Frankfurt | 2011/2012          | 2. Bundesliga      | 11    | 1      | 1            | 0            | –      | –      | –      | –      | 12    | 1      |
| Eintracht Frankfurt | Ogólnie            | Ogólnie            | 48    | 4      | 2            | 0            | 0      | 0      | 0      | 0      | 50    | 4      |
| VfL Bochum          | 2010/2011 w        | 2. Bundesliga      | 12    | 3      | 0            | 0            | –      | –      | 1      | 0      | 13    | 3      |
| VfL Bochum          | Ogólnie            | Ogólnie            | 12    | 3      | 0            | 0            | 0      | 0      | 1      | 0      | 13    | 3      |
| FC Ingolstadt 04    | 2012/2013          | 2. Bundesliga      | 26    | 1      | 1            | 0            | –      | –      | –      | –      | 27    | 1      |
| FC Ingolstadt 04    | 2013/2014 j        | 2. Bundesliga      | 5     | 1      | 1            | 1            | –      | –      | –      | –      | 6     | 2      |
| FC Ingolstadt 04    | Ogólnie            | Ogólnie            | 31    | 2      | 2            | 1            | 0      | 0      | 0      | 0      | 33    | 3      |
| Çaykur Rizespor     | 2013/2014 w        | Süper Lig          | 9     | 3      | 0            | 0            | –      | –      | –      | –      | 9     | 3      |
| Çaykur Rizespor     | 2014/2015          | Süper Lig          | 21    | 2      | 4            | 0            | –      | –      | –      | –      | 25    | 2      |
| Çaykur Rizespor     | 2015/2016          | Süper Lig          | 7     | 0      | 9            | 2            | –      | –      | –      | –      | 16    | 2      |
| Çaykur Rizespor     | Ogólnie            | Ogólnie            | 37    | 5      | 13           | 2            | 0      | 0      | 0      | 0      | 50    | 7      |
| SKN St. Pölten      | 2016/2017 w        | tipico-Bundesliga  | 11    | 0      | 1            | 0            | –      | –      | –      | –      | 12    | 0      |
| SKN St. Pölten      | Ogólnie            | Ogólnie            | 11    | 0      | 1            | 0            | 0      | 0      | 0      | 0      | 12    | 0      |
| FC Mauerwerk        | 2017/2018          | Regionalliga Tirol | 29    | 5      | 0            | 0            | –      | –      | –      | –      | 29    | 5      |
| FC Mauerwerk        | 2018/2019 j        | Regionalliga Tirol | 9     | 0      | 1            | 0            | –      | –      | –      | –      | 10    | 0      |
| FC Mauerwerk        | Ogólnie            | Ogólnie            | 38    | 5      | 1            | 0            | 0      | 0      | 0      | 0      | 39    | 5      |
| Ogólnie w karierze  | Ogólnie w karierze | Ogólnie w karierze | 210   | 19     | 20           | 3            | 6      | 0      | 1      | 0      | 237   | 22     |

## Kariera reprezentacyjna
W 2007 roku Korkmaz zdecydował o wyborze gry dla reprezentacji Austrii. Zadebiutował w niej 27 maja 2008 roku w zremisowanym 2:2 meczu z Nigerią. Dzień później został powołany przez selekcjonera Josefa Hickersbergera do kadry na Mistrzostwa Europy 2008.